# Federico García Lorca
Federico García Lorca (IPA: [feðeˈɾiko ɣarˈθi.a ˈlorka]) (Fuente Vaqueros, 5 giugno 1898 – Víznar, 19 agosto 1936) è stato un poeta, drammaturgo e regista teatrale spagnolo.
Raggiunse il riconoscimento internazionale come figura emblematica della generazione del '27, un gruppo che, composto soprattutto da poeti, introdusse nella letteratura spagnola le avanguardie artistiche – come il simbolismo, il futurismo e il surrealismo – con risultati eccellenti, in quella che fu definita la Edad de Plata.
Sostenitore dichiarato delle forze repubblicane durante la guerra civile spagnola, fu catturato a Granada, dove si trovava ad alloggiare in casa di amici, e fucilato da uno squadrone delle forze nazionaliste. Il suo corpo fu poi gettato "in un burrone ad alcuni chilometri alla destra di Fuentegrande". I suoi resti non sono mai stati trovati.

## Biografia

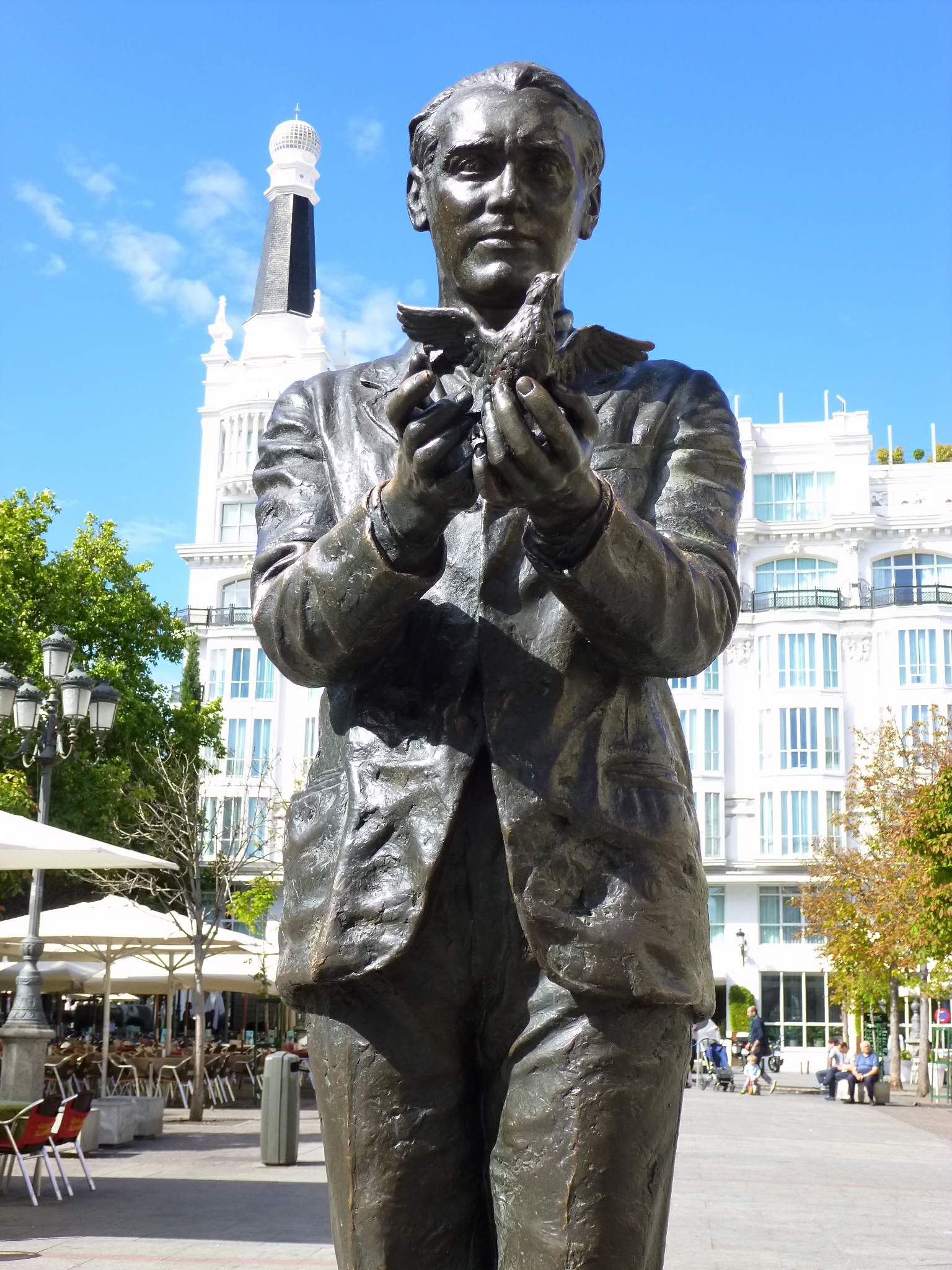
Statua di Federico García Lorca a Madrid realizzata da Julio López Hernández

### L'infanzia
García Lorca nacque a Fuente Vaqueros, nella provincia di Granada (in Andalusia) il 5 giugno del 1898, figlio di Federico García Rodríguez, un ricco possidente terriero, e di Vicenta Lorca Romero (1870-1959), un'insegnante, seconda moglie del padre, dalla fragile e cagionevole salute, al punto che ad allattare il figlio non sarà lei stessa, ma una balia, moglie del capataz del padre, e che tuttavia eserciterà una profonda influenza nella formazione artistica del figlio: lascia infatti presto l'insegnamento per dedicarsi all'educazione del piccolo Federico, al quale trasmette la sua passione per il pianoforte, la pittura e la musica:
La madre gli trasmetterà altresì quella coscienza profonda della realtà degli indigenti e quel rispetto per il loro dolore che García Lorca riverserà all'interno della propria opera letteraria.
Federico trascorre un'infanzia intellettualmente felice ma fisicamente afflitta da malattie nell'ambiente sereno e agreste della casa patriarcale di Fuente Vaqueros fino al 1909, quando la famiglia, che nel frattempo si era accresciuta di altri tre figli – Francisco, Conchita e Isabel (un quarto, Luis, morì all'età di soli due anni per polmonite) – si trasferisce a Granada.

### Gli studi e le conoscenze a Granada
A Granada frequenta il "Colegio del Sagrado Corazón", che era diretto da un cugino di sua madre, e nel 1914 si iscrive all'Università, frequentando dapprima la facoltà di giurisprudenza (non già per personale aspirazione, ma per seguire i desiderî paterni) per poi passare a quella di lettere. Conosce i quartieri gitani della città, che entreranno a far parte della sua poesia, come dimostra il suo Romancero del 1928.
Incontra per la prima volta in questo periodo il letterato Melchor Fernández Almagro e il giurista Fernando de los Ríos, futuro Ministro de Instrucción Pública durante il periodo denominato Seconda Repubblica Spagnola: entrambi (e in special modo il secondo) aiuteranno in modo concreto la carriera del giovane Federico. Inizia nel frattempo lo studio del pianoforte sotto la guida del maestro Antonio Segura Mesa e diventa un abile esecutore del repertorio classico e di quello del folclore andaluso. Con il musicista gaditano Manuel de Falla, con cui stringe un'intensa amicizia, collabora all'organizzazione della prima Fiesta del Cante jondo (13 - 14 giugno 1922).
Gli interessi che segnano il periodo formativo spirituale del poeta sono la letteratura, la musica e l'arte che apprende dal professor Martín Domínguez Berrueta che sarà suo compagno nel viaggio di studio in Castiglia, dal quale nascerà la raccolta in prosa Impresiones y paisajes (Impressioni e paesaggi)

### L'ingresso allaResidencia de Estudiantes

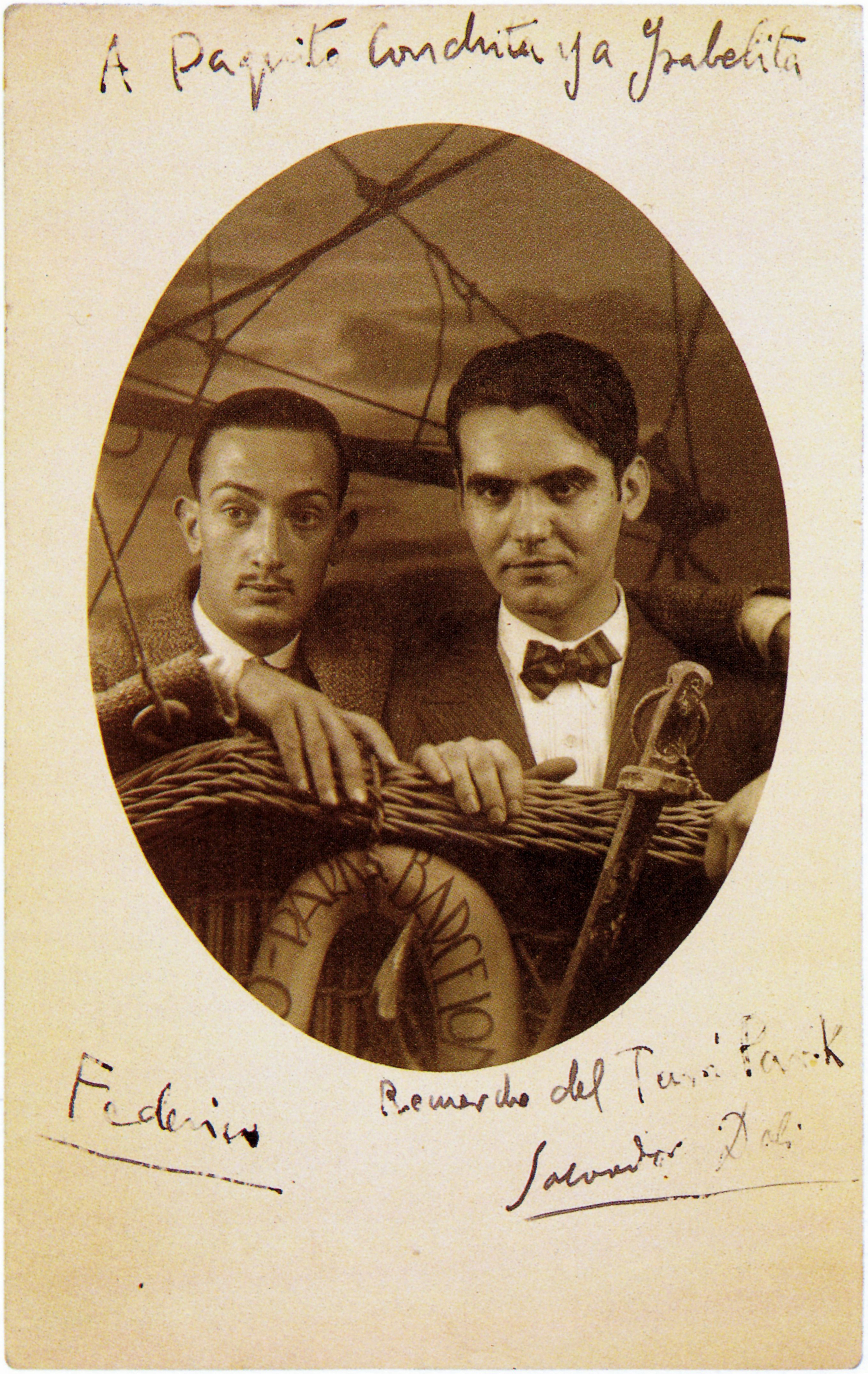
Federico García Lorca (destra) e Salvador Dalí (sinistra) fotografati a Barcellona nel 1925

Nel 1919 il poeta si trasferisce a Madrid per proseguire gli studi universitari e, grazie all'interessamento di Fernando de los Ríos, ottiene l'ingresso nella prestigiosa Residencia de Estudiantes, confidenzialmente chiamata dai suoi ospiti "la resi", che era considerata il luogo della nuova cultura e delle giovani promesse del '27.
All'Università stringe amicizia con Luis Buñuel e Salvador Dalí, così come con molti altri personaggi di grande rilievo della storia spagnola. Tra questi, Gregorio Martínez Sierra, il Direttore del Teatro Eslava, dietro invito del quale García Lorca scriverà, la sua opera teatrale d'esordio, Il maleficio della farfalla.
Nella Residencia García Lorca rimane nove anni (fino al 1928), tranne i soggiorni estivi alla Huerta de San Vicente, la casa di campagna, e alcuni viaggi a Barcellona e a Cadaqués ospite del pittore Salvador Dalí, a cui lo lega un rapporto di stima e amicizia che coinvolgerà presto anche la sfera sentimentale.

### Le prime pubblicazioni
È di questo periodo (1919-1920) la pubblicazione del Libro de poemas, la preparazione delle raccolte Canciones e Poema del Cante jondo (Poema del Canto profondo), al quale fa seguito il dramma teatrale El maleficio de la maríposa (Il maleficio della farfalla, che fu un fallimento: fu rappresentata una sola volta, e in seguito allo scarso successo García Lorca decise di non farla pubblicare) nel 1920 e nel 1927 il dramma storico Mariana Pineda per il quale Salvador Dalí disegna la scenografia.
Seguiranno le prose d'impronta surrealista Santa Lucía y san Lázaro, Nadadora sumeringa (La nuotatrice sommersa) e Suicidio en Alejandría, gli atti teatrali El paseo de Buster Keaton (La passeggiata di Buster Keaton) e La doncella, el marinero y el estudiante (La ragazza, il marinaio e lo studente), oltre le raccolte poetiche Primer romancero gitano, Oda a Salvador Dalí e un gran numero di articoli, composizioni, pubblicazioni varie, senza contare le letture in casa di amici, le conferenze e la preparazione della rivista granadina Gallo e la mostra di disegni a Barcellona.

### Il conflitto interiore e la depressione
Le lettere inviate in questo periodo da Lorca agli amici più intimi, confermano che l'attività febbrile improntata ai contatti e alle relazioni sociali che il poeta in quel momento vive nasconde in realtà una intima sofferenza e ricorrenti pensieri di morte, malessere su cui molto incide il non poter vivere serenamente la propria omosessualità. Al critico catalano Sebastià Gasch, in una lettera datata 1928, confessa la sua dolorosa condizione interiore:
(López Alonso, p. 229)
Il conflitto con la cerchia intima di parenti e amici raggiunge il suo apice allorché i due surrealisti Dalí e Buñuel collaborano alla realizzazione del film Un chien andalou, che García Lorca legge come un attacco nei suoi confronti. Allo stesso tempo, la sua passione, acuta ma ricambiata per lo scultore Emilio Aladrén, giunge a una svolta di grande dolore per García Lorca nel momento in cui Aladrén inizia la propria relazione con la donna che ne diverrà moglie.

## La borsa di studio e il soggiorno a New York
Fernando de los Ríos, il suo amico protettore, venuto a conoscenza dello stato conflittuale del giovane García Lorca gli concede una borsa di studio e nella primavera del 1929 il poeta lascia la Spagna e si reca negli Stati Uniti.
L'esperienza statunitense, che dura fino alla primavera del 1930, sarà fondamentale per il poeta, e darà come risultato una delle produzioni lorchiane più riuscite, Poeta en Nueva York, incentrata su quanto García Lorca osserva con il suo sguardo partecipe e attento: una società di troppo accesi contrasti tra poveri e ricchi, emarginati e classi dominanti, connotata da razzismo. Si rafforza in García Lorca il convincimento della necessità di un Mondo nettamente più equo, non discriminatorio.
A New York, il poeta frequenta i corsi alla Columbia University, trascorre le vacanze estive, invitato dall'amico Philip Cummings, sulle rive del lago Edem Mills e, poi, presso la casa del critico letterario Ángel del Río e alla fattoria del poeta Federico de Onís nel Newburg.
Al rientro nella metropoli alla fine dell'estate rivede alcuni amici spagnoli tra i quali Léon Felipe, Andrés Segovia, Dámaso Alonso e il torero Ignacio Sánchez Mejías, che si trovava a New York con la famosa cantante La Argentinita, ma il 5 marzo del 1930, dietro invito della Institucíon hispanocubana de Cultura, García Lorca parte per Cuba.

## L'esperienza a Cuba
Il periodo trascorso a Cuba è un periodo felice. Il poeta stringe nuove amicizie tra gli scrittori locali, tiene conferenze, recita poesie, partecipa a feste e collabora alle riviste letterarie dell'isola, "Musicalia" e "Revista de Avance", sulla quale pubblica la prosa surrealistica Degollacíon del Bautista (Decapitazione del Battista).
Sempre a Cuba inizia a scrivere i drammi teatrali El público e Así que pasen cinco años (Finché trascorreranno cinque anni) e l'interesse maturato per i motivi e i ritmi afrocubani lo aiuteranno a comporre la famosa lirica Son de negros en Cuba che risulta essere un canto d'amore per l'anima nera d'America.

## Il rientro in Spagna
Nel luglio del 1930 il poeta rientra in Spagna che, dopo la caduta della dittatura di Primo de Rivera, sta vivendo una fase di intensa vita democratica e culturale.

## La realizzazione del teatro ambulante
Nel 1931, con l'aiuto di Fernando de los Ríos, che nel frattempo è diventato Ministro della Pubblica istruzione, García Lorca, con attori e interpreti selezionati dall'Istituto Escuela di Madrid con il suo progetto di Museo Pedagocico, realizza il progetto di un teatro popolare ambulante, chiamato La Barraca che, girando per i villaggi, rappresenta il repertorio classico spagnolo.
Conosce in questi anni Rafael Rodríguez Rapún, segretario de La Barraca e studente d'ingegneria a Madrid, che sarà l'amore profondo dei suoi drammi e delle sue poesie e al quale dedicherà, benché non esplicitamente, i Sonetti dell'amor oscuro, pubblicati postumi.
García Lorca, che è l'ideatore, il regista e l'animatore della piccola troupe teatrale, vestito con una semplice tuta azzurra a significare ogni rifiuto di divismo, porta in giro negli ambienti rurali e universitari il suo teatro che riscuote grande successo e che svolge senza interruzione la sua attività fino all'aprile del 1936, a pochi mesi dallo scoppio della guerra civile.
È durante questo tour con La Barraca, che García Lorca scrive le sue opere di teatro più note, e denominate 'trilogia rurale': Bodas de sangre, Yerma e La casa di Bernarda Alba.

### Le ultime opere letterarie
L'attività teatrale non impedisce a García Lorca di continuare a scrivere e compiere diversi viaggi con gli amici madrileni, nella vecchia Castiglia, nei Paesi Baschi e in Galizia.
Alla morte dell'amico banderillero e torero Ignacio Sánchez Mejías avvenuta il 13 agosto del 1934 (dopo che era stato ferito da un toro due giorni prima), il poeta dedica il famoso Llanto (Compianto) e negli anni successivi pubblica Seis poemas galegos (Sei poesie galiziane), progetta la raccolta poetica del Diván del Tamarit e porta a conclusione il dramma Donna Rosita nubile o il linguaggio dei fiori.
All'inizio del 1936 pubblica Bodas de sangre (Nozze di sangue); il 19 giugno porta a termine La casa de Bernarda Alba dopo aver contribuito, nel febbraio dello stesso anno, insieme a Rafael Alberti e a Bergamín, a fondare l'"Associazione degli intellettuali antifascisti".

### Lo scoppio della guerra civile
Stanno intanto precipitando gli eventi politici. Tuttavia, García Lorca rifiuta la possibilità di asilo offertagli da Colombia e Messico, i cui ambasciatori prevedono il rischio che il poeta possa esser vittima di un attentato a causa del suo ruolo di funzionario della Repubblica. Dopo aver respinto le offerte, il 13 luglio decide di tornare a Granada, nella casa della Huerta de San Vicente, per trascorrervi l'estate e tornare a trovare il padre.
Rilascia un'ultima intervista, al “Sol” di Madrid, in cui c'è una eco delle motivazioni che l'avevano spinto a rifiutare quelle offerte di vita fuori dalla Spagna appena menzionate, ed in cui tuttavia García Lorca chiarisce e ribadisce la propria avversione verso le posizioni di estremismo nazionalistico, tipiche di quella destra che prenderà da lì a poco il potere, instaurando la dittatura:
"Io sono uno Spagnolo integrale e mi sarebbe impossibile vivere fuori dai miei limiti geografici; però odio chi è Spagnolo per essere Spagnolo e nient'altro, io sono fratello di tutti e trovo esecrando l'uomo che si sacrifica per una idea nazionalista, astratta, per il solo fatto di amare la propria Patria con la benda sugli occhi. Il Cinese buono lo sento più prossimo dello spagnolo malvagio. Canto la Spagna e la sento fino al midollo, ma prima viene che sono uomo del Mondo e fratello di tutti. Per questo non credo alla frontiera politica."
Pochi giorni dopo esplode in Marocco la ribellione franchista, che in breve tempo colpisce la città andalusa e instaura un clima di feroce repressione.

### L'arresto e la fucilazione
Il 16 agosto 1936, il sindaco socialista di Granada (cognato del poeta) viene fucilato. Lorca, che si era rifugiato in casa dell'amico poeta falangista Luis Rosales Camacho, viene arrestato lo stesso giorno dall'ex rappresentante della CEDA, Ramón Ruiz Alonso.
Numerosi si levano gli interventi a suo favore, soprattutto da parte dei fratelli Rosales e del maestro de Falla; ma nonostante la promessa fatta allo stesso Luis Rosales che García Lorca sarebbe stato rimesso in libertà "se non ci sono denunce contro di lui", il governatore José Valdés Guzmán, con l'appoggio del generale Gonzalo Queipo de Llano, dà ordine, segretamente, di procedere all'esecuzione: a notte fonda, Federico García Lorca è condotto a Víznar, presso Granada, e all'alba del 19 agosto 1936 viene fucilato sulla strada vicino alla Fuente grande, lungo il cammino che va da Víznar ad Alfacar. Il suo corpo non venne mai ritrovato. La sua uccisione provoca riprovazione mondiale: molti intellettuali esprimeranno parole di sdegno, tra le quali spiccano quelle dell'amico Pablo Neruda.
Un documento della polizia franchista del 9 luglio 1965, ritrovato nel 2015, indicava le ragioni dell'esecuzione: "massone appartenente alla loggia Alhambra", "praticava l'omosessualità e altre aberrazioni".
Nel 2009 a Fuentegrande de Alfacar (Granada), tecnici incaricati dalle autorità andaluse di condurre uno studio specifico per l'individuazione della fossa comune, dove si suppone sia stato gettato il corpo, accertarono con l'impiego del georadar l'esistenza effettiva di una fossa comune con tre separazioni interne, dove riposerebbero sei corpi.
Il 29 ottobre 2009, sotto la spinta del governo andaluso, sul sito individuato, iniziarono i lavori di scavo con l'obiettivo di individuare gli eventuali resti del poeta; questi avrebbero dovuto interessare un'area di circa 200 metri quadrati per una durata di circa due mesi.
Assieme ai resti di García Lorca era atteso il rinvenimento di quelli di almeno altre tre persone: i banderilleros anarchici Joaquín Arcollas e Francisco Galadí e il maestro repubblicano Dioscoro Galindo. Secondo le autorità della regione autonoma dell'Andalusia, sarebbero stati sepolti nella stessa zona e forse nella stessa fossa comune anche l'ispettore fiscale Fermín Roldán e il restauratore di mobili Manuel Cobo. Nel 2011 però il governo dell'Andalusia ha interrotto le ricerche per mancanza di fondi. Infine, il 19 settembre 2012, il Tribunale di Granada ha archiviato la richiesta di esumazione, interrompendo con ciò ogni attività di ricerca.

## García Lorca sotto la dittatura franchista
La dittatura di Franco, instauratasi, impone il bando sulle sue opere, bando in parte rotto nel 1953, quando un Obras completas - pesantemente censurata - viene fatto pubblicare. Quell'edizione tra l'altro non include i suoi ultimi Sonetos del amor oscuro, scritti nel novembre del 1935 e recitati unicamente per gli amici intimi. Quei sonetti, di tema omosessuale, saranno addirittura pubblicati solo a partire dall'anno 1983.
Con la morte di Franco nel 1975, García Lorca ha potuto tornare finalmente e giustamente ad essere quell'esponente importantissimo della vita culturale e politica del proprio Paese.
Nel 1986, la traduzione in lingua inglese fatta dal cantante e autore Leonard Cohen della poesia di García Lorca "Pequeño vals vienés", e musicata dallo stesso Cohen, raggiunge il primo posto all'interno della classifica dei dischi più venduti in Spagna.
Oggi, la memoria di García Lorca viene solennemente onorata da una statua in Plaza de Santa Ana, a Madrid, opera dello scultore Julio López Hernández.

## L'opera poetica
Pur esistendo importanti edizioni dell'opera completa di Lorca non si ha ancora un testo definitivo che metta fine ai dubbi e agli interrogativi nati intorno ai libri annunciati e mai pubblicati e non si è ancora risolta la questione della genesi di alcune raccolte importanti.
Si può comunque dire che la produzione che conosciamo, insieme ai materiali inediti recentemente trovati, è sufficiente ad offrirci una chiara testimonianza della corrispondenza dell'uomo con la sua poesia.
In un primo tempo Lorca manifesta il suo talento come espressione orale seguendo lo stile della tradizione giullaresca. Il poeta infatti recita, legge, interpreta i suoi versi e le sue pièce teatrali davanti agli amici e agli studenti dell'università prima ancora che siano raccolte e stampate.
Ma García Lorca, pur essendo un artista geniale ed esuberante, mantiene verso la sua attività creativa un atteggiamento severo chiedendo ad essa due condizioni essenziali: amor y disciplina.

## Il periodo andaluso

### Impresiones y paisajes
Nella raccolta di prose Impresiones y paisajes che esce nel 1918 dopo il viaggio in Castiglia e Andalusia, García Lorca afferma le sue grandi doti d'intuizione e di fantasia. La raccolta è densa di impressioni liriche, di note musicali, annotazioni critiche e realistiche intorno alla vita, la religione, l'arte e la poesia.

### Libro de poemas
Nel Libro de poemas, composto dal 1918 al 1920, Lorca documenta il suo grande amore per il canto e la vita. Dialoga con il paesaggio e con gli animali con il tono modernista di un Rubén Darío o un Juan Ramón Jiménez facendo affiorare le sue inquietudini sotto forma di nostalgia, di abbandoni, di angosce e di protesta ponendosi domande di natura esistenziale:
Che cosa racchiudo in me
in questi momenti di tristezza?
Ahi, chi taglia i miei boschi
dorati e fioriti!
Che cosa leggo nello specchio
d'argento commosso
che l'aurora mi offre
sull'acqua del fiume?.
In questi versi sembra di sentire il sottofondo musicale che, modulando la pena del cuore, riflette la situazione d'incertezza vissuta e il suo distacco dalla fase dell'adolescenza.
Un momento di grande rilevanza per la vita artistica di Federico Garcia Lorca è l'incontro con il compositore Manuel de Falla avvenuto nel 1920. Grazie alla sua figura Lorca si avvicina al Cante jondo, che mescolandosi con la sua poesia dà origine alle raccolte delle Canciones Españiolas Antiguas, armonizzate al pianoforte proprio dallo stesso Lorca.
Il periodo che va dal 1921 al 1924 rappresenta un momento molto creativo e di grande entusiasmo anche se molte delle opere prodotte vedranno la luce solo anni dopo.

### Poema del Cante jondo
Il Poema del Cante jondo, scritto tra il 1921 e il 1922 uscirà solamente dieci anni dopo. Presenta tutti i motivi del mondo andaluso ritmati sulle modalità musicali del cante jondo a cui il poeta aveva lavorato con il maestro de Falla in occasione della celebrazione della prima Fiesta del Cante jondo al quale Lorca aveva dedicato, nel 1922, la conferenza Importancia histórica y artística del primitivo canto andaluz llamado "cante jondo".

Il libro vuole essere un'interpretazione poetica dei significati legati a questo canto primitivo che esplode nella ripetizione ossessiva di suoni e di ritmi popolari, come nelle canzoni della siguiriya, la soleá, la petenera, la toná, la liviana, accompagnate dal suono della chitarra:

(spagnolo)
«Empieza el llanto
de la guitarra.
Se rompen las copas
de la madrugada.
Empieza el llanto
de la guitarra.
Es inútil callarla.
Es imposible
callarla.
Llora monótona
como llora el agua,
como llora el viento
sobre la nevada.»

(italiano)
«Comincia il pianto
della chitarra.
Si spezzano le coppe
dell'alba.
Comincia il pianto
della chitarra.
È inutile farla tacere.

È impossibile
farla tacere.
Piange monotona
come piange l'acqua.
Come piange il vento
sulla montagna.»
(F. G. Lorca, La Chitarra)

### Primeras Canciones,Suites - Canciones
In Primeras Canciones ma soprattutto in Canciones, il poeta, su variazioni di tipo musicale espresse con un linguaggio cifrato, dimostra tutta la sua abilità nel cogliere il mondo della tenerezza infantile.
Manca in queste liriche ogni traccia di eloquenza e si nota una maggiore rapidità di sguardo e di sintesi che riesce a cogliere l'immagine di un paesaggio che sembra sospeso tra il sogno e la realtà:
Albero albero
secco e verde.

La ragazza dal bel volto
sta raccogliendo olive.
Il vento, corteggiatore di torri,
la prende per la cintura.
In questi versi i colori, i suoni del mondo gitano vengono rappresentati attraverso una luce particolare che anima gli oggetti.
Così nella breve poesia Caracola (Conchiglia) in cui il poeta, attraverso gli echi e i ritmi interiori, rivive il tempo lieto della fantasia e dell'infanzia:
Mi hanno portato una conchiglia.

Dentro canta
un mare di carta.
Il mio cuore
si riempie d'acqua
con pesciolini
d'ombra e d'argento.

Mi hanno portato una conchiglia.

### Romancero gitano

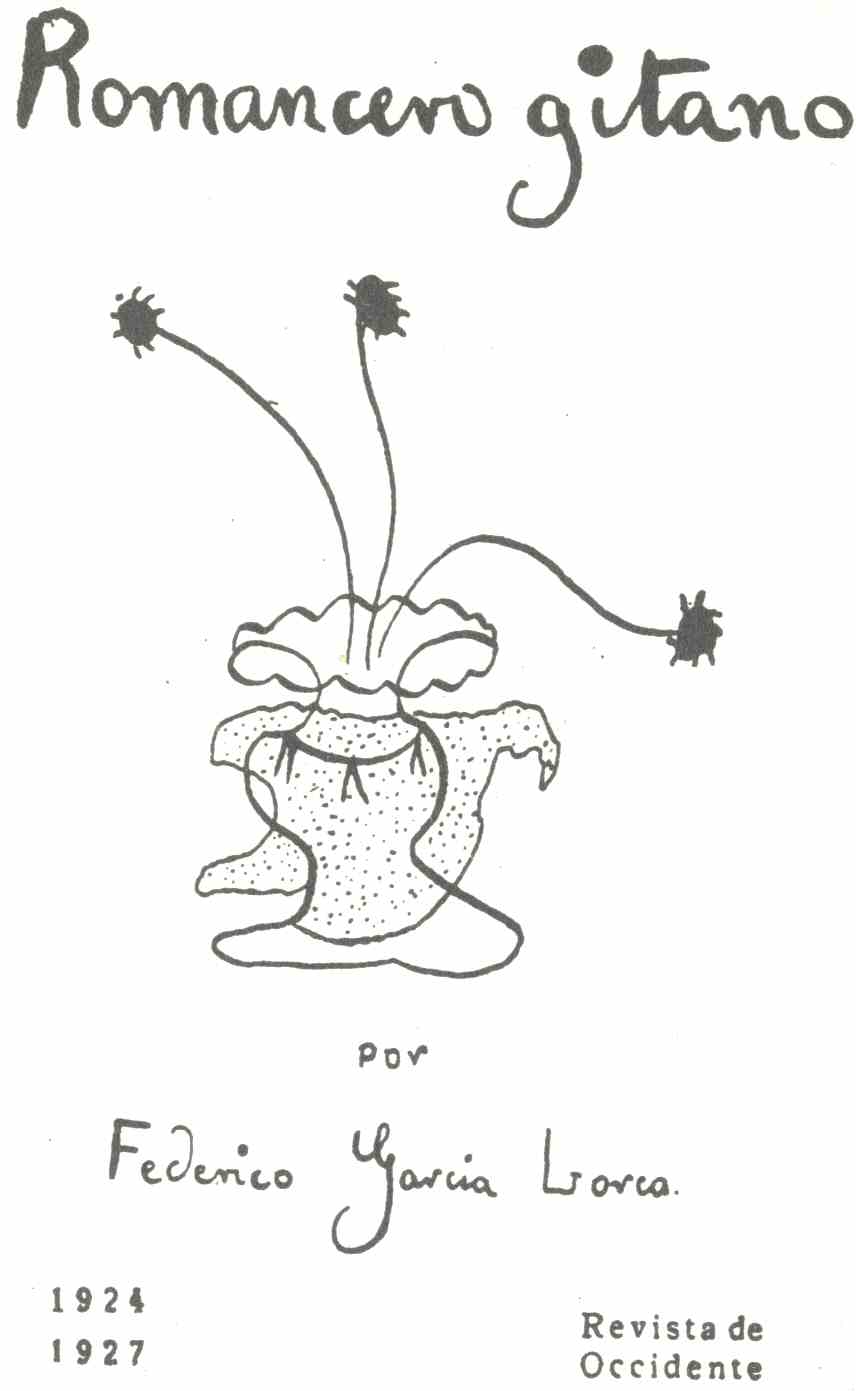
Copertina della prima edizione di Romancero gitano (Madrid, Revista de Occidente, 1928)

Il successo popolare di Lorca avviene nel 1928 con Romancero gitano che descrive il sentimento di fatalità, di mistero e di dolore del mondo andaluso.
L'opera è composta da diciotto liriche e comprende quattro nuclei tematici: quello del mondo umano nel quale i gitani lottano contro la Guardia Civil; quello del mondo celeste rappresentato dai romances di iconografia religiosa; quello delle forze oscure e per ultimo quello della realtà di matrice storico-letteraria.
Ad accomunare questi quattro mondi vi è la figura dei gitani con il loro carattere fiero e il loro primitivismo pagano verso i quali Lorca sente di possedere una componente comune che lo rende partecipe della loro sofferenza e della loro ribellione.
Il Romancero si distingue per la ripetizione del verso spagnolo tradizionale (l'estribillo popular) e per le audaci metafore.

Richiamando e facendo proprio, innovandolo, l'uso del romance come forma di scrittura ed impostazione per la sua opera.
In esso la parola poetica riesce a cogliere, armonicamente con il linguaggio e la psicologia del mondo gitano, l'oggetto in una dimensione mitica:

(spagnolo)
«Verde que te quiero verde,
verde viento, verdes ramas.
El barco sobre la mar
y el caballo en la montaña.»

(italiano)
«Verde ti voglio proprio verde.
Verde vento. Verdi rami.
La barca sul mare

e il cavallo sulla montagna.»
(F. G. Lorca, Romance Sonámbulo)

In Romancero, attraverso il vento, i colori, i riferimenti simbolici, è presente tutto l'universo emotivo del giovane García Lorca che, con una poesia diretta, fa vibrare la terra d'Andalusia.

## La "nueva manera espiritualista"
In seguito al Romancero gitano, accolto con tanto favore popolare ma disapprovato da Salvador Dalí e da Luis Buñuel per l'eccessivo lirismo tradizionalista, vi è un breve periodo nel quale va situata l'esperienza delle prose poetiche di carattere surrealista, tra le quali Oda a Salvador Dalí, insieme ad alcune bozze teatrali nelle quali il poeta cerca di superare l'elemento biografico senza però mai aderire completamente al movimento surrealista.

### Ode a Salvador Dalí
Nell'ode all'amico Salvador Dalí, Lorca oppone all'estetica del "fiore asettico della radice quadrata" l'immagine della rosa quotidiana come suo ideale di bellezza e di vita:
e lo invita a non scordare l'importanza del sentimento d'amore e la sua verità umana:

## DaPoeta en Nueva YorkaiSonetos del amor oscuro

### Poeta en Nueva York
Il libro Poeta en Nueva York, composto tra il 1929 e il 1930 ma pubblicato postumo nel 1940, e che alcuni identificano come la sua opera più compiuta, comprende dieci gruppi di liriche, tra cui l'Ode a Walt Whitman e le composizioni nate nel periodo cubano, e costituisce un superamento della poetica precedente, arricchita di ardite immagini surrealiste.
Poeta en Nueva York è una raccolta poetica di gran complessità letteraria dovuta all'elaborazione del linguaggio poetico e alla molteplicità di prospettive contenute nei due temi essenziali che la compongono: la città e il poeta. 
Attraverso il tema della città Lorca esprime il sentimento di protesta contro la civiltà moderna e la metropoli nella quale identifica il simbolo dell'angoscia e dell'alienazione umana. Nel 1931 New York gli era apparsa come:
(F. G. Lorca)
Il poeta descrive infatti la città nordamericana come meccanismo stritolante e implacabile, alle cui vittime García Lorca guarda con occhio commosso e sensibile. In particolare, poesie come New York oficina y denuncia o Panorama ciego de New York riflettono la sua incendiata critica nei confronti della disumanizzazione, del mancato rispetto nei confronti della natura e dell'emarginazione dei diseredati, che in Romancero gitano erano appunto rappresentati dai gitani, mentre in queste libro sono soprattutto la comunità nera:
L'altro tema, legato alla propria storia personale, elabora un sentimento di nostalgia del passato e della felicità perduta:
(F. G. Lorca, Poemas del lago Edem Mills, Poema doble del algo lago Edema, a Eduardo Ugarte)

#### Struttura
A causa della complessa storia editoriale del manoscritto, dello stato originale dello stesso e delle sue posteriori manipolazioni, è difficile sapere fino a che punto la struttura attuale corrisponde alle intenzioni del poeta. 
Ad ogni modo, all'interno dell'opera si possono constatare due strutture: una esterna e una interna. La prima è contraddistinta dai titoli delle diverse sezioni, che presentano questa raccolta come la cronaca poetica del viaggio a New York e all'Avana: il viaggio trattato nelle sezioni coincide approssimativamente con quello intrapreso da García Lorca nel periodo tra il 1929 e il 1930, con l'arrivo a New York, il trasferimento nelle campagne del Vermont, il ritorno in città e il viaggio all'Avana; mentre gran parte degli aspetti fondamentali della seconda appaiono in alcune epigrafi.
Le sezioni sono dunque intitolate come segue: 
- Poemas de la soledad en Columbia University

Sono forse i poemi più intimisti di tutta l'opera, che paragonano l'amarezza della sua vita nella metropoli con la felicità della sua infanzia (1910 (Intermedio)). Esprime inoltre la sua delusione per una rottura amorosa (Tu infancia en Menton).
- Los negros

Dedicata ad Ángel del Río. In questa sezione mostra la sua solidarietà con i neri d'America, denunciandone la situazione sociale e rivendicando la loro identità, di cui elogia la vitalità e la purezza primigenia. 
- Calle y sueños

Dedicata a Rafael Rodríguez Rapún. Questa è la sezione più descrittiva della città nordamericana in cui il poeta esprime l'impressione che gli provocò il vivere nella grande metropoli, la società meccanizzata ed industrializzata e la disumanizzazione dell'economia capitalista. 
- Poemas del lago Eden Mills

Dedicata a Eduardo Ugarte. Il poeta scrive durante la sua permanenza nel Vermont e qui è accentuata la sua depressione a causa della solitudine e del clima della montagna.
- En la cabana del Farmer (Campo de Newburg)

Dedicato a Concha Méndez y Manuel Altolaguirre. Scritto durante la sua permanenza in campagna, nell'estate del 1929: le poesie di questa sezione alludono a fatti e persone che il poeta conobbe durante le vacanze. 
- Introducción a la muerte (Poemas de la soledad en Vermont)

Sezione dedicata a Rafael Sánchez Ventura nella quale appaiono nuovamente le tematiche della morte e della solitudine, soffermandosi in particolare sulle conseguenze di quest'ultima. 
- Vuelta a la ciudad

Dedicata ad Antonio Hernández Soriano. I poemi di questa sezione sono stati scritti al ritorno del poeta a New York dopo le vacanze, con l'intento di denunciare la mancanza di solidarietà del sistema capitalista americano e la sua mancanza di etica, tematiche evidenziate in particolar modo nel poema Nueva York (Oficina y denuncia). 
- Dos odas

Dedicata ad Armando Guibert, in questa sezione compaiono due poesie: Grito hacia Roma e Oda a Walt Whitman. In queste l'autore mette a confronto e denuncia la mancanza di amore da parte della Chiesa, rispetto all'amore puro e autentico personificato in Walt Whitman. 
- Huida de Nueva York (Dos valses hacia la civilización)

Le poesie di questa sezione hanno un tono più allegro rispetto alle altre: questo è in parte dovuto all'ispirazione che il poeta trae dalla musicalità del valzer, il cui ritmo cerca di essere riprodurre con l'uso del ritornello, e in parte potrebbe essere dovuto alla partenza dalla metropoli. 
- El poeta llega a la Habana

Questa sezione, dedicata a Fernando Ortiz, presenta un unico componimento: Son de negros en Cuba, in cui si mantiene un tono allegro e si nota un maggior ottimismo nei confronti della vita.
Come spiegato dall'autore stesso in una conferenza, la creazione di questa struttura esterna ha lo scopo di rendere l'opera più accessibile e comprensibile al grande pubblico. Nella stessa, l'autore allude anche alla volontà di trasmettere l'immagine stereotipata del viaggiatore che si sente perso nella grande città e cerca sollievo in campagna, provando felicità nel lasciare la metropoli e nel giungere a Cuba, sebbene anche la campagna si riveli differente dal luogo idilliaco da lui immaginato.
Con le cinque epigrafi presenti nell'opera, che instaurano un dialogo con Cernuda, Guillén, Aleixandre, Garcilaso e Espronceda, Lorca introduce il secondo tema della raccolta: l'infelicità amorosa. Ecco l'elenco:
(Luis Cernuda)
Nella prima sezione, descrive come l'amore passi dalla furia per l'abbandono all'oblio.
(Jorge Guillén)
L'epigrafe, in apertura di Tu infancia en Menton, rimanda a Guillén: il poeta, addolorato per l'amore tradito, sembra voltarsi al passato, sebbene non rinunci a cercare una felicità pur sapendo che non potrà avere la purezza della prima volta.
(Vicente Aleixandre)
In apertura alla terza sezione, l'epigrafe da Aleixandre ripete il dolore di un amore infranto.
(Garcilaso)
La citazione da Garcilaso apre il Poema doble del lago Eden.
(Espronceda)
La citazione da Espronceda si legge nell'incipit di Luna y panorama de los insectos (Poema de amor) e sembra alludere al valore della libertà che sprezza la morte.
Le epigrafi lasciano intravedere un mondo complesso e una ricchezza di significati che non possono essere racchiusi in un'interpretazione univoca, rendendo così El poeta en Nueva York una delle opere più complesse dell'autore.

### Seis poemas gallegos
Seis poemas gallegos è un'opera doppiamente unica nel panorama garcíalorchiano: è in galiziano, lingua differente da quella del poeta, e non vi sono altri esempi in tal senso all'interno della sua produzione letteraria. È per questo particolarmente interessante conoscere come è nata.
Lorca visita per la prima volta la Galizia nel 1916, in occasione di un viaggio di studi organizzato da uno dei suoi professori: visita Santiago di Compostela, La Coruña, Lugo, Betanzos e Ferrol. Nella Residencia de Estudiantes di Madrid conosce il musicologo galiziano Jesús Bal y Gay, con l'aiuto del quale si avvicina al folclore musicale di quella terra, in un periodo durante il quale García Lorca sta anche leggendo con grande passione i cancioneiros galego-portugueses ed autori galiziani come Rosalía de Castro, Manuel Curros Enríquez, Eduardo Pondal, Luís Amado Carballo e Manuel António.
Nel 1931 conosce Ernesto Guerra da Cal, nazionalista galiziano che fin dall'infanzia risiede a Madrid, e che lo introduce all'interno dell'entourage galiziano della capitale spagnola.
Nel maggio del 1932 García Lorca realizza il suo secondo viaggio in Galizia, per dare una serie di conferenze. A Santiago di Compostela fa amicizia con Carlos Martínez-Barbeito.
Nell'agosto del 1932, effettua un terzo viaggio in Galizia, viaggio legato al giro di spettacoli che la sua compagnia teatrale, "La Barraca", sta effettuando in varie città e villaggi della regione, e in novembre tiene una serie di conferenze con Xosé Filgueira Valverde, e pubblica nella rivista Yunque di Lugo il primo dei suoi "poemas galegos": Madrigal â cibdá de Santiago, scritto con l'aiuto di Francisco Lamas e Luís Manteiga.
Nel 1933, Lorca incontra Eduardo Blanco Amor, all'epoca corrispondente del quotidiano argentino La Nación; il giornalista si dà da fare affinché Lorca venga conosciuto in Argentina, tanto che, quando Lorca percorre il Paese sudamericano, riceve una calorosa accoglienza da parte della popolazione, soprattutto quella di origine galiziana. Come ringraziamento, Lorca scrive Cántiga do neno da tenda, e una volta tornato in Spagna manterrà con Blanco Amor una forte relazione di amicizia, il quale trascorrerà varie volte il proprio tempo nella casa di Lorca a Fuente Vaqueros. È sempre grazie all'aiuto di Blanco Amor che Federico García Lorca riesce a pubblicare le sue composizioni in galiziano con il libro Seis poemas galegos del 1935, per i tipi dell'editorial Nós: le poesie sono composizioni che da un lato posseggono le stesse caratteristiche di spontaneità di quelle contenute in Canciones, il libro di Lorca del (1927), ma che allo stesso tempo, hanno ritmi propri della tradizione letteraria della Galizia. Quanto alla difficoltà di García Lorca di scrivere in una lingua differente dalla propria, due sono le versioni succedutesi nel corso degli anni: quella di Ernesto Guerra da Cal, che nell'ultimo periodo della propria vita sostenne di essere l'autore della trasposizione in galiziano, affermazione che trovò appoggio da parte di Xosé Luís Franco Grande, e quella, contrapposta, di Eduardo Blanco Amor, secondo la quale le poesie erano sotto tutti i punti di vista da attribuirsi a García Lorca. È quest'ultima tesi quella che ha trovato riscontro nelle indagini successive condotte da vari studiosi.

### Llanto por Ignacio Sánchez Mejías
In seguito alla morte dell'amico torero caduto nell'arena, García Lorca scrive il Llanto por Ignacio Sánchez Mejías (1935), in quattro parti.
Il componimento, dopo l'irrompente inizio della prima parte ("La cogida y la muerte" - Il cozzo e la morte -, introdotta e scandita dalle famose "cinco de la tarde" che suonano in tutti gli orologi del mondo), prende via via un tono più pacato (nella seconda parte, "La sangre derramada" - Il sangue versato - e nella terza parte "Cuerpo presente" - Corpo presente) -, e cede alla fine all'elegia e al rimpianto per l'amico morto levandosi a ricordarne la grandezza al di là della morte (nella quarta e ultima parte "Alma ausente" -Anima assente -, che così termina):
(F. G. Lorca, Alma ausente)

### Diván del Tamarit
Il Diván del Tamarit, scritto fra il 1932 eil 1934 e pubblicato postumo nel 1940, rappresenta la fine del lungo monologo interiore per chiudersi nel silenzio del dramma personale con versi ormai privi di ogni scuola o maniera nei quali il poeta cerca la sua verità interiore.
Casida del pianto
Ho chiuso la mia finestra

perché non voglio udire il pianto,

ma dietro i grigi muri

altro non s'ode che il pianto.

Vi sono pochissimi angeli che cantano,

pochissimi cani che abbaiano;

mille violini entrano nella palma della mia mano.

Ma il pianto è un cane immenso,

il pianto è un angelo immenso,

il pianto è un violino immenso,

le lacrime imbavagliano il vento.

E altro non s'ode che il pianto.

### Sonetos del amor oscuro
Il 17 marzo 1984 verranno pubblicati gli undici Sonetti dell'amore oscuro sul giornale "ABC" che costituiscono il documento della passione privata omosessuale espressi attraverso la forma classica del sonetto.
I sonetti verranno commentati dal poeta Vicente Aleixandre, che nel 1937 ne aveva ascoltato le prime composizioni, come "prodigio di passione, di entusiasmo, di felicità, di tormento, puro e ardente monumento all'amore... ."
(Garcia Lorca, Noche del amor insomne)

## L'opera teatrale
Francisco Umbral scrive, nel suo saggio Lorca, poeta maldito pubblicato nel 1978, che «... tutta la drammaturgia di Lorca altro non è che la rappresentazione della sua radicale e personale tragicità interiore». La sua opera teatrale è la drammatica rappresentazione del conflitto ontologico personale dell'autore vissuta attraverso personaggi che denunciano le sue stesse inquietudini e tentano di ribellarsi agli stessi pregiudizi.
- Il maleficio della farfalla (El maleficio de la mariposa, 1920)
- La fanciulla e il principe
- Lola la comedianta, incompiuta
- Le marionette
- Tragicommedia di don Cristóbal e della siora Rosita (1925)
- Mariana Pineda (1927)
- Dialoghi (Diálogos)
- Teatrino di Don Cristóbal (1928)
- La calzolaia meravigliosa (tradotta anche La calzolaia ammirevole o La calzolaia prodigiosa) (La zapatera prodigiosa, 1930)
- Retablillo di don Cristóbal (Retablillo de Don Cristóbal, 1930)
- Il pubblico, frammenti (El público, 1930)
- Aspettiamo cinque anni (tradotta anche Così passano cinque anni o Di qui a cinque anni) (Así que pasen cinco años, 1931)
- L'Amore di Don Perlimplín con Belisa (Amor de don Perlimplín con Belisa en su jardín, 1933)
- Nozze di sangue (Bodas de sangre, 1933)
- Yerma (1934)
- Donna Rosita nubile (Doña Rosita la soltera o el lenguaje de las flores, 1935)
- La casa di Bernarda Alba (La casa de Bernarda Alba, 1936)
- Commedia senza titolo, incompiuta (Comedia sin título, 1936)
- I sogni di mia cugina Aurelia

### Le prime commedie
Il tema del sogno e dell'evasione che assumerà un ruolo fondamentale nella successiva drammaturgia lorchiana, è affrontato nell'ingenuo dramma giovanile El maleficio de la mariposa un dramma in versi sull'impossibile amore tra uno scarafaggio e una farfalla, che non è però accolto affatto bene dal pubblico e che spiegherebbe il perché Lorca abbia poi sempre dichiarato che è Mariana Pineda, del 1927, il suo primo copione per il teatro.
Anche in quest'ultima opera, comunque, è dominante il tema del desiderio di libertà nel quale Mariana identifica l'amore e la persona amata.

### Le commedie da farsa
La zapatera prodigiosa (La calzolaia meravigliosa) e El amor de don Perlimplín con Belisa en su jardín sono due deliziose commedie ritagliate dal teatro di burattini che Lorca amava in modo particolare, e che, insieme a Los títeres de cachiporra (I burattini di legno) e Retablillo de don Cristóbal (Teatrino di don Cristóbal), portano avanti il dialogo intimo del poeta tra lirismo e dramma.
Queste commedie da farsa, come annunciano i sottotitoli, si muovono al ritmo dei ballet con infinita grazia e rappresentano, con il tema predominante dell'evasione dal grigiore della realtà quotidiana, una variante letteraria che si risolve in felice tragicommedia.

### Le opere più mature
Bodas de sangre, Yerma, La casa de Bernarda Alba sono opere che rivelano un Lorca maturo e maggiormente attento ai problemi sociali.
In queste opere i personaggi femminili aspirano all'amore e lottano e si ribellano contro le ipocrisie della vita e scelgono in alternativa allo squallore e alla miseria, la disperazione e la morte.
Nella prima tragedia, Bodas de sangre, la promessa sposa fugge il giorno delle nozze con l'amante Leonardo; in Yerma, la protagonista da cui l'opera prende il nome rifiuta il suo stato di sterilità e uccide il marito, simbolo dell'egoismo maschile; nella terza Adela, la figlia minore di Bernarda Alba, preferisce il suicidio alla rinuncia all'amore e intorno a lei si crea il silenzio, quello stesso silenzio che pesa sul personaggio femminile di Doña Rosita la soltera o El lenguaje de las flores, il dramma che venne rappresentato nel 1935.
Rosita è una giovane zitella che vive immersa nella solitudine e nel rimpianto dell'amore mancato, ferma con la fantasia alla promessa d'amore naufragata con gli anni e la lontananza.
La pièce surrealista Así que pasen cinco años (1930-1931), come dice il sottotitolo "Leyenda del tiempo", è un'allegoria del tempo dove risalta il contrasto tra l'ansia di amare e la mancata realizzazione del sentimento.

### Le ultime opere
El público, composto nel 1930 e il frammento Comedia sin título (Commedia senza titolo) del 1936 rimasero inedite fino agli anni ottanta e affrontano, l'una, il tema dell'omosessualità, l'altra, della funzione dell'arte e della rivoluzione sociale.
Lorca si apre ad un teatro simbolico e surreale che viene definito "impossibile" e "irrappresentabile" per il suo tempo e la morale corrente, e nel quale anticipa, con coraggio, temi di grande attualità.

## Riconoscimenti
- Busto del poeta spagnolo Federico García Lorca, situato nel parco di Spagna della città di Rosario, Santa Fe, Argentina. Opera dell'artista plastica rosarina Marita Batlle.
- Una poesia murale situata nella città di Leida (Paesi Bassi). La poesia è intitolata De Profundis, in spagnolo, di Federico García Lorca.
- Sono numerosi gli omaggi dedicati alla figura e all'opera di Federico García Lorca. In occasione dell'87º anniversario della sua morte, il giornale digitale "La garceta de la Ribera" ha convocato tutti coloro che volessero partecipare all'omaggio recitando o cantando alcune delle sue poesie, e il risultato è LorcaS.

## Traduzioni in italiano
- Donna Rosita nubile, traduzione di Albertina Baldo, Parma, Guanda, 1943
- Teatro, prefazione e traduzione di Vittorio Bodini, Torino, Einaudi, 1952, ampliata nel 1968; da questo volume sono poi state tratte le pubblicazioni singole di Nozze di sangue (1952), Yerma (1964), Donna Rosita nubile (1997) e La casa di Bernarda Alba (1961).
- Tutte le poesie, a cura di Carlo Bo, Milano, Garzanti, 1975.
- Poesie inedite, a cura di Claudio Rendina, Roma, Newton Compton, 1977.
- Poesie e canzoni, saggio introduttivo di Michele Straniero; traduzione di Carlo Bo, quarta di copertina di Luigi Granetto Lato Side, 1981.
- Il pubblico - Commedia senza titolo, a cura di Raoul Precht, Milano, Garzanti, 1993.
- Tutto il teatro di Federico García Lorca, traduzione di Elena Clementelli. Newton Compton, Roma, 1993
- Poesie, trad. N. von Prellwitz, Milano, Rizzoli, 1994.
- Lettere americane, a cura di Gabriele Morelli, Venezia, Marsilio, 1994.
- Un cuore colmo di poesia. Lettere 1918-1936, a cura di Raoul Precht, Rosellina Archinto, Milano, 1996
- Poesie erotiche, a cura di Piero Menarini, Milano, TEA, 2000, ISBN 88-7818-793-3.
- Canti gitani e andalusi, a cura di Oreste Macrì, Parma, Guanda, 2005. ISBN 88-8246-824-0.
- Gioco e teoria del duende, a cura di Enrico di Pastena, Milano, Adelphi, 2007, ISBN 978-88459-2168-1.
- Lasciate le mie ali al loro posto: lettere agli amici e ai familiari, a cura di Francesca De Cesare, Firenze, Passigli, 2008, ISBN 978-88-368-1097-0.
- Sotto altre lune e altri venti, a cura di Maria Cristina Assumma, Nova Delphi Libri, Roma 2010. ISBN 978-88-905149-0-6.
- Compianto per Ignacio Sánchez Mejías, in Llanto por Ignacio Sánchez Mejías di Federico García Lorca. Traduzioni a confronto,  di Sabrina Lembo, Aracne editore, Roma, 2013 ISBN 978-88-548-6654-6
- Sonetti dell'amore oscuro, traduzione di M. Socrate, Collana I grandi libri, Milano, Garzanti, 2017, ISBN 978-88-11-81158-9.
- La casa di Bernarda, traduzione di Giulia Molinari, Lepisma, Roma, 2017, ISBN 978-88-7537-272-9